# 대구시 남구
대구시 남구는 대한민국의 옛 국회의원 선거구이다. 당시 경상북도 대구시 남구 지역을 관할했다.

## 역사
1963년 1월, 대구시에 구제가 실시되었다. 이에 제6대 국회의원 선거를 앞두고 남구 지역을 관할하는 대구시 남구 선거구가 신설되었다.
제9대 국회의원 선거를 앞두고 대구시 동구 선거구와 통합되어 대구시 동구·남구 선거구를 이루게 되면서 폐지되었다.

## 역대 국회의원
| 선거   | 정당 | 정당       | 의원   |
| ------ | ---- | ---------- | ------ |
| 1963년 |      | 민주공화당 | 이효상 |
| 1967년 |      | 민주공화당 | 이효상 |
| 1971년 |      | 신민당     | 신진욱 |

## 역대 선거 결과

### 대한민국 제6대 국회의원 선거
|  | 51.43% |

|  | 34.56% |

|  | 9.99% |

|  | 2.20% |

|  | 1.80% |

|  | 0% |

### 대한민국 제7대 국회의원 선거
|  | 55.92% |

|  | 39.55% |

|  | 1.39% |

|  | 1.32% |

|  | 1.12% |

|  | 0.67% |

### 대한민국 제8대 국회의원 선거
|  | 56.33% |

|  | 42.86% |

|  | 0.62% |

|  | 0.18% |